# Kap Buromski
Das Kap Buromski (russisch Мыс Буромского Mys Buromskowo) ist das Nordkap der Krylow-Halbinsel an der Oates-Küste des ostantarktischen Viktorialands.
Erste Luftaufnahmen entstanden bei der US-amerikanischen Operation Highjump (1946–1947). Kartiert wurde das Kap anhand von Luftaufnahmen aus dem Jahr 1958 einer sowjetischen Antarktisexpedition. Namensgeber ist der sowjetische Hydrograph Nikolai Iwanowitsch Buromski (1926–1957), der bei dieser Forschungsreise starb.